# شارلز دا سيلفا
شارلز دا سيلفا (بالبرتغالية: Charles da Silva‏) (من مواليد 11 مارس 1984) لاعب كرة قدم برازيلي لعب سابقاً في نادي الرائد السعودي.

## روابط خارجية
- شارلز دا سيلفا على موقع قاعدة بيانات كرة القدم.إي يو (الإنجليزية)
- شارلز دا سيلفا على موقع Soccerway.com (الإنجليزية)